# Equíon (pintor)
Equíon (en grec antic: Ἐχίων, llatí: Echion) fou un pintor i escultor de l'antiga Grècia que va viure a la meitat del segle iv aC.
Va deixar diverses pintures destacades: Pater Liber, La Tragèdia i la Comèdia, i Semíramis transformant-se en reina amb una dona gran que portava torxes al seu davant. En aquesta imatge es representava admirablement la modèstia de la núvia. Plini el Vell i Ciceró el col·loquen entre els grans pintors de Grècia: Apel·les de Colofó, Nicòmac de Tebes i Melanci.
Llucià de Samòsata l'esmenta amb el nom d'Aetion, que podria ser una corrupció d'Equíon o bé una confusió amb Aeció, de l'època dels Antonins. Llucià diu que va pintar la boda d'Alexandre el Gran amb Roxana, i fa una gran descripció de la pintura. El pintor manierista italià conegut com Il Sodoma va pintar un fresc a la Villa Farnesina inspirant-se en la descripció que en fa Llucià.